# Entropie termodinamică
În termodinamică entropia este o funcție de stare termodinamică, ale cărei 
valori nu pot să scadă în cursul evoluției unui sistem izolat. Existența ei este o 
consecință a principiilor unu si doi ale termodinamicii (pentru deducția clasică, vezi ). Într-un articol separat este prezentată construcția entropiei folosind formularea lui Carathéodory a principiului al doilea. În articolul prezent se găsesc câteva exemple simple de calcul al entropiei și de determinare a temperaturii absolute folosind sisteme descrise de doi parametri (fluide). 

## Gazul ideal
Ne bazăm pe expunerea din . Numim un gaz ideal dacă
- (i) energia internă depinde numai de temperatură: U=U(θ) și
- (ii) produsul presiunii cu volumul depinde numai de temperatură :pV=f(θ).

Aici θ este o temperatură empirică, măsurată cu ajutorul unui etalon arbitrar. Variabile independente sunt x = pV (parametru negeometric) și V (singurul parametru geometric) și cantitatea de gaz e un mol; atunci:

unde dU/dx = (dU/dθ)/(df/dθ). Un factor integrant este 1/x ; deci suprafețele de entropie constantă (de-a lungul cărora DQ=0) sunt date de y(x,V)= const, unde :

Reamintim  că factorul integrant este în general un produs între o funcție α(θ), care este temperatura absolută și o funcție β(y). Aici β(y) = C și se vede deci că temperatura absolută este f(θ)/C unde C este determinat utilizând valorile pentru un mol de gaz ideal la 0° și 100° C și presiune atmosferică și cerând ca 1°K = 1°C; obținem: C=R (constanta universală a gazelor); cu aceasta, formula entropiei pentru un mol de gaz ideal este: 

unde Cv(T) este căldura molară la volum constant. Remarcăm că forma funcției U(T) este neprecizată. Este un fapt remarcabil că funcția introdusă abstract prin condiția de factorizare a factorului integrant al cantității de căldură este exact aceeași cu temperatura din legea gazelor ideale.

## Determinarea temperaturii absolute prin procese reversibile
Această chestiune are un interes istoric. Determinarea funcției energie internă U(p,V) cere în principiu măsurarea lucrului mecanic 
efectuat în multe procese ireversibile, operație care ar putea fi socotită dificilă. 
Putem însă folosi principiul întâi numai pentru a afirma existența funcției U(p,V) și determina (experimental) prin procese adiabatice reversibile o funcție F(p,V), constantă de-a lungul liniilor DQ = 0. Definim atunci gazul ideal prin condițiile
- (i) pV =f(θ) și
- (ii) pVγ+1= const de-a lungul adiabatelor.[5](γ > 0)

La îndemnul lui Max Planck, Carathéodory a descris în 
,reluând un argument din , un mod de a determina poziția lui zero absolut folosind numai aceste două rezultate. Introducând variabila y = F(p,V) (=pVγ+1 pentru gazul ideal), putem scrie:

unde am folosit forma factorului integrant dedusă în . Cerând ca expresia pentru dU să fie o diferențială totală (egalitatea derivatelor mixte), obținem condiția: 

Această factorizare a iacobianului este remarcabilă, deoarece este independentă de ecuațiile gazului ideal. Pentru acesta, obținem prin calcul: 

De aici deducem că, pentru o constantă C: 

 pentru o constantă C' și 

Ca mai sus, constanta C o determinăm din condiția ca diferența de temperatură între două puncte fixe sa fie 100° K și obținem C = 1/R pentru un mol de gaz perfect.C este însă încă necunoscută. Definind, ca în , 

  și scriind α(θ)≡ T0(θ) + C, obținem: 

adică 

 cu U0 o funcție de S și V, de acum cunoscută. Acesta este un rezultat independent de gazul ideal: cu ajutorul proceselor reversibile, energia internă poate fi determinată numai până la o funcție liniară de entropie. Pentru determinarea lui C' trebuie să utilizăm un proces adiabatic ireversibil : de exemplu, unul în care nu efectuăm nici un lucru mecanic, astfel încât energia internă să ramână neschimbată. Obținem atunci o ecuație liniară pentru C' . Pentru gazul perfect considerat, obținem prin calcul: 

 Lăsând gazul să se destindă într-un volum V'>V, constatăm că temperatura sa ramâne neschimbată (e necesară o singură experiență!); entropia sa însă a crescut, după formula de mai sus. Deci C'=0.
Cu aceasta, vedem încă o dată că zero absolut poate fi determinat cu ajutorul gazului ideal.

## Radiația corpului negru
Prin aceasta înțelegem radiația electromagnetică aflată în interiorul unei cavități și în echilibru cu pereții cavității. După legile lui Kirchhoff, densitatea ei de energie depinde numai de temperatură:u = u(θ) și este independentă de materialul pereților; intensitatea radiației este aceeasi cu aceea emisă de un corp complet absorbant (negru)la aceeași temperatură (pentru o expoziție amănunțită, vezi  și  articolul corespunzător). Radiația exercită o presiune p asupra pereților și se poate arăta (vezi ) că p = u(θ)/3 . Aici θ este, ca mai sus, o temperatură empirică. În continuare, tratamentul este similar cu .

Folosind p și V ca variabile independente și U = u(θ)V :

Un factor integrant este 1/(pV); atunci:

Exprimăm pe V ca funcție de p și y: V = p-3/4ey/4: 

Temperatura absolută este T = Cp(θ)1/4, ceea ce reprezintă legea Stefan-Boltzmann pentru dependența de temperatură a densității de energie (a = 3/C4): 

Pentru entropie obținem: 

Un tratament mai detaliat al termodinamicii radiației poate fi găsit în articolul Entropia radiației electromagnetice

## Gazul Van der Waals
Starea unui sistem cu doi parametri este descrisă în general de oricare două din mărimile U, S, p, V, T. Mai sus au fost tratate de fapt excepții: gazul perfect și radiația electromagnetică, pentru care U si T , respectiv p și T, depind una de cealaltă și deci nu pot fi folosite ca variabile independente. În cazul general, comportarea termodinamică (reversibilă) a sistemului este cunoscută, dacă se cunoaște dependența celorlalte mărimi de cele două alese drept parametri. Alegerile posibile de perechi nu sunt însă echivalente între ele, și nici dependențele funcționale nu pot fi liber prescrise.
Un rol preferențial îl joacă perechea (S,V): dacă funcția U(S,V) este cunoscută (sau S(U,V)), comportarea termodinamică a sistemului este determinată, deoarece prin derivare se obțin funcțiile T(S,V), p(S,V). În general, cunoașterea dependenței lui U de alți parametri lasă libertatea prescrierii unei funcții arbitrare de o variabilă. Adăugarea unei relații suplimentare, de exemplu  a unei ecuații de stare T=T(p,V), este posibilă numai dacă aceasta ascultă de anumite condiții de consistență.
Dacă ecuația de stare este cunoscută T=T(p,V), arătăm că este suficient să 
cunoaștem dependența de temperatură a energiei la parametri geometrici constanți, pentru a determina atât energia cât și entropia complet. De 
exemplu, pentru gazul Van der Waals:

scriem:

Din condiția ca dU să fie o diferențială exactă
obținem:

de unde:

și deci:

de unde:

Aici, Tg'(T) este capacitatea termică masică la volum constant. Procedura este generalizabilă la n parametri geometrici, când forțele Xi (vezi  pot fi exprimate in funcție de ei și de temperatură.